# IVrach.com
Клуб практикующих врачей iVrach.com — социальная сеть для русскоязычных специалистов практической медицины. Основной своей задачей сеть считает объединение врачей-практиков для их взаимодействия друг с другом, а также создание современной системы информационного обеспечения лечебного процесса. Она имеет двухуровневую систему регистрации, стремясь открывать доступ к сайту только профессионалам с высшим медицинским образованием. В середине 2013 года сообщество соцсети «iVrach» включало более 80 тысяч участников.

## Содержание портала
Сайт включает веб-форум для общения посетителей, а также информационно-образовательные проекты в рамках «Школы врача».
Задача этих двух разделов — консолидация практического опыта врачей и информационная поддержка лечебного процесса, способствующая принятию рациональных клинических решений, избеганию неэффективных методов диагностики и лечения и, как следствие этого, уменьшению числа врачебных ошибок. Кроме того, в рамках проекта проводится юридическая консультация по медицинскому праву, а также представлена база вакансий для врачей от партнеров. На сайте предусмотрена система поиска и сортировки информации по специальностям.

## Активность пользователей
Эксперты-врачи данной соцсети публично высказывали критику по новому закону о закупке лекарств государственными и муниципальными заказчиками и переводу зарплатной системы на «эффективный контракт». Кроме того, специалисты соцсети приняли участие в обсуждении проекта Государственной программы развития здравоохранения от Правительства России, где свою высказали неоднозначную оценку.